# Ángela Peralta
Ángela Peralta, (battezzata María de los Ángeles Manuela Tranquilina Cirila Efrena Peralta Castera) (Città del Messico, 6 luglio 1845 – Mazatlán, 30 agosto 1883), è stata un soprano, compositrice, pianista e arpista messicana di fama internazionale e figura di spicco nella vita operistica del Messico del XIX secolo. Chiamata l'"usignolo messicano" in Europa, aveva già cantato acclamata nei maggiori teatri europei all'età di 20 anni. Sebbene fosse principalmente conosciuta per il canto, era anche una compositrice nonché una pianista e arpista affermata.

## Biografia

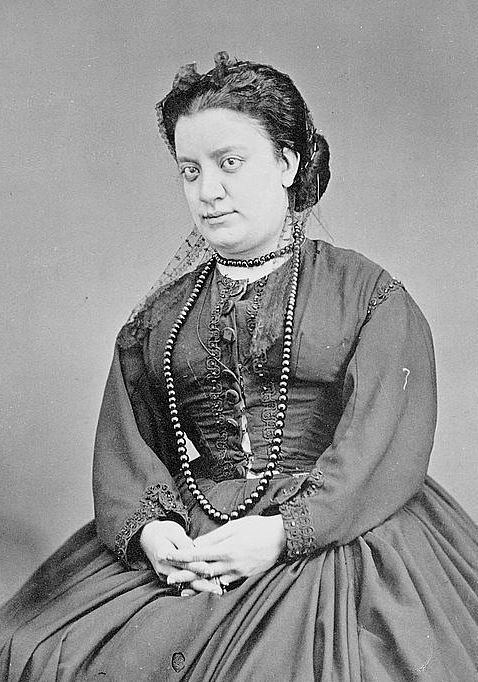
Ángela Peralta tra il 1870 e il 1880

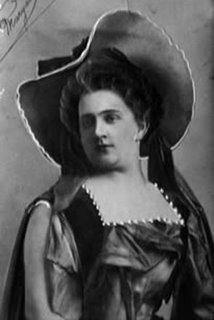
Ángela Peralta

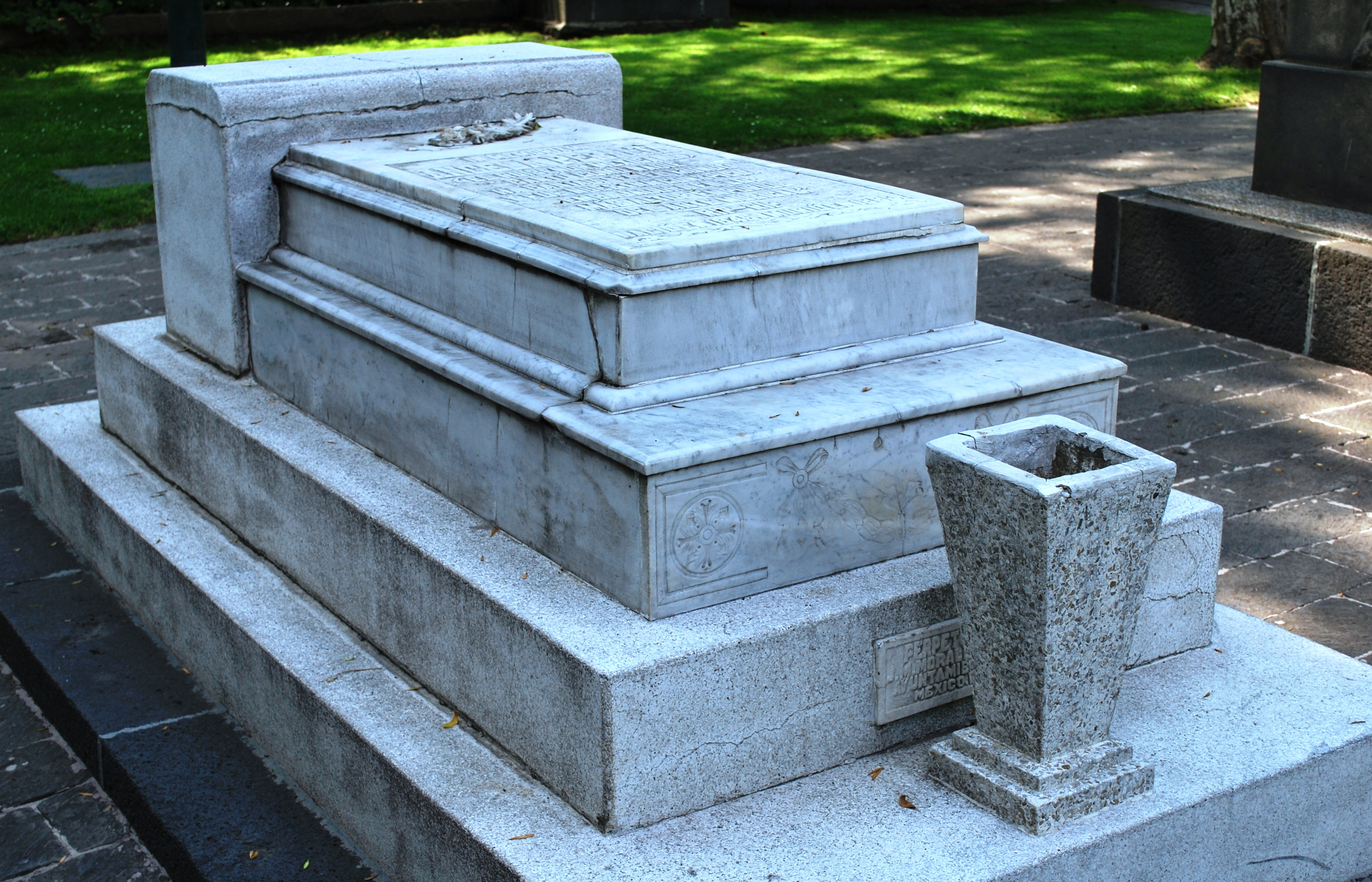
Tomba di Ángela Peralta

Ángela Peralta era figlia di Manuel Peralta e Josefa Castera de Peralta. Mostrò un talento precoce per il canto e la musica. All'età di 8 anni cantò una cavatina dal Belisario di Gaetano Donizetti con grande successo e continuò a studiare al Conservatorio Nacional de Música a Città del Messico. A 15 anni esordì come Leonora ne Il trovatore di Giuseppe Verdi al Teatro Nacional di Città del Messico. Accompagnata da suo padre e finanziata da un ricco mecenate, Santiago de la Vega, continuò poi a studiare canto in Italia sotto Leopardi. Il 13 maggio 1862 debutta al Teatro alla Scala di Milano con una acclamata interpretazione della Lucia di Lammermoor di Donizetti. Ha cantato La sonnambula di Bellini davanti al re Vittorio Emanuele II d'Italia al Teatro Regio di Torino, dove ricevette 32 chiamate al proscenio. Tra il 1863 e il 1864 ha cantato nei teatri d'opera di Roma, Firenze, Bologna, Genova, Napoli, Lisbona, Madrid, Barcellona, San Pietroburgo, Alessandria e Il Cairo. Il secondo Impero messicano la invitò a tornare nel suo paese per cantare nel Teatro Imperiale Nazionale e nel 1865 accettò l'invito. Nel 1866 cantava davanti a Massimiliano I del Messico ed a Carlotta del Belgio e veniva chiamata "Cantante da camera dell'Impero". Nel dicembre del 1866, con l'imminente caduta del secondo Impero messicano, tornò in Europa, esibendosi a New York e all'Avana durante il percorso. A Madrid sposò suo cugino, Eugenio Castera e per un certo periodo si ritirò dal canto, sebbene abbia continuato a comporre canzoni e pezzi per pianoforte. La sua opera più conosciuta è Álbum Musical de Ángela Peralta. Il suo matrimonio fu infelice a causa della malattia mentale del marito che si manifestò nel primo anno del loro matrimonio. (Castera fu in seguito ricoverato in un ospedale psichiatrico a Parigi dove morì nel 1876.)

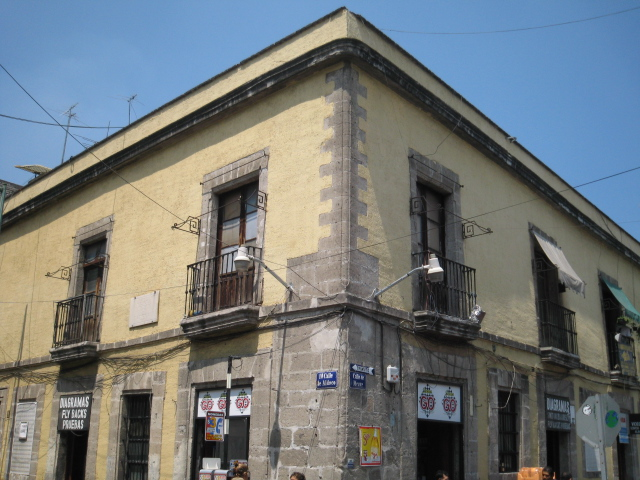
La casa di Ángela Peralta a Città del Messico

Durante una visita in Messico nel 1871, la Peralta creò la sua compagnia d'opera itinerante per la quale cantò spesso i suoi ruoli principali: Amina in La sonnambula e Lucia in Lucia di Lammermoor. Nella sua vita, ha cantato Amina 122 volte, e Lucia 166 volte.
A metà degli anni Settanta del secolo iniziò una relazione con l'avvocato e imprenditore messicano Julián Montiel y Duarte, che causò uno scandalo a Città del Messico. L'élite sociale della città boicottò le sue esibizioni e ingaggiò dei disturbatori per molestarla durante le esibizioni. La sua reputazione si riprese dopo la sua esibizione in Linda di Chamounix, ma mantenne il suo voto di non cantare mai più a Città del Messico. Nel 1883, con la sua reputazione (e la sua situazione economica) di nuovo in declino, iniziò un tour nel Messico settentrionale con la sua compagnia di cantanti lirici italiani. Il tour iniziò a Guaymas e proseguì fino a La Paz (La Paz). Fu a La Paz che cantò per l'ultima volta sul palco, il ruolo della protagonista in Maria di Rohan, con lo spettacolo che si svolse in un teatro improvvisato ricavato da una cava di sabbia dismessa. Il 22 agosto la troupe arrivò nella città portuale di Mazatlán, dove dovevano esibirsi ne Il trovatore e Aida. La città di Mazatlán aveva preparato un'accoglienza raffinata per lei. La sua barca si fermò su un molo decorato con ghirlande di fiori e fu accolta da una banda che suonava l'Inno Nazionale Messicano. Quando arrivò la sua carrozza, i suoi ammiratori slegarono i cavalli e li portarono all'Hotel Iturbide, dove ancora una volta salutò la folla dal balcone. Sennonché, nel giro di pochi giorni, lei e 76 degli 80 membri della troupe morirono nell'epidemia di febbre gialla che colpì la città poco dopo il loro arrivo.

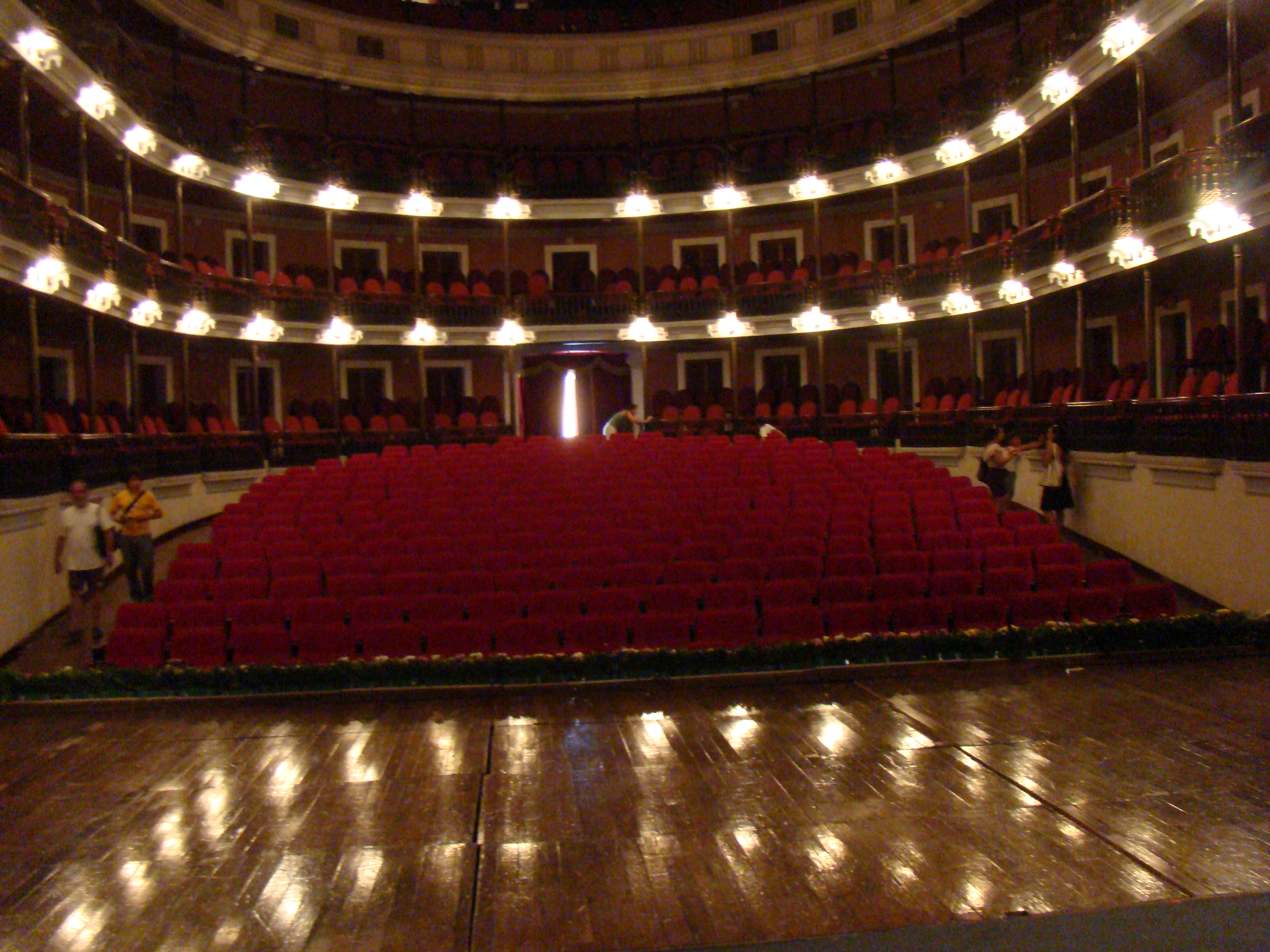
Proscenio e platea del Teatro Ángela Peralta a Mazatlán

Ángela Peralta morì all'Hotel Iturbide di Mazatlán all'età di 38 anni, il 30 agosto 1883. Aveva sposato il suo amante Julián Montiel y Duarte sul letto di morte. Secondo un resoconto del testimone oculare della cerimonia del matrimonio, lei era già incosciente quando ebbe luogo. Uno dei cantanti della sua compagnia, Lemus, la sostenne per le spalle. Quando le fu chiesto se voleva prendere Montiel e Duarte come marito, Lemus le mosse la testa per far sembrare che lei stesse facendo un cenno del capo per dare il suo assenso. Prima della sua sepoltura a Mazatlán, il suo corpo fu esposto pubblicamente, vestito con uno dei suoi costumi d'opera e i suoi migliori gioielli. Nel 1937 i suoi resti furono dissotterrati e portati alla Rotunda de Hombres Ilustres (la Rotonda delle Persone Illustri) al Panteón de Dolores, Città del Messico. Sia Mazatlán che San Miguel de Allende hanno teatri intitolati a lei in suo onore.

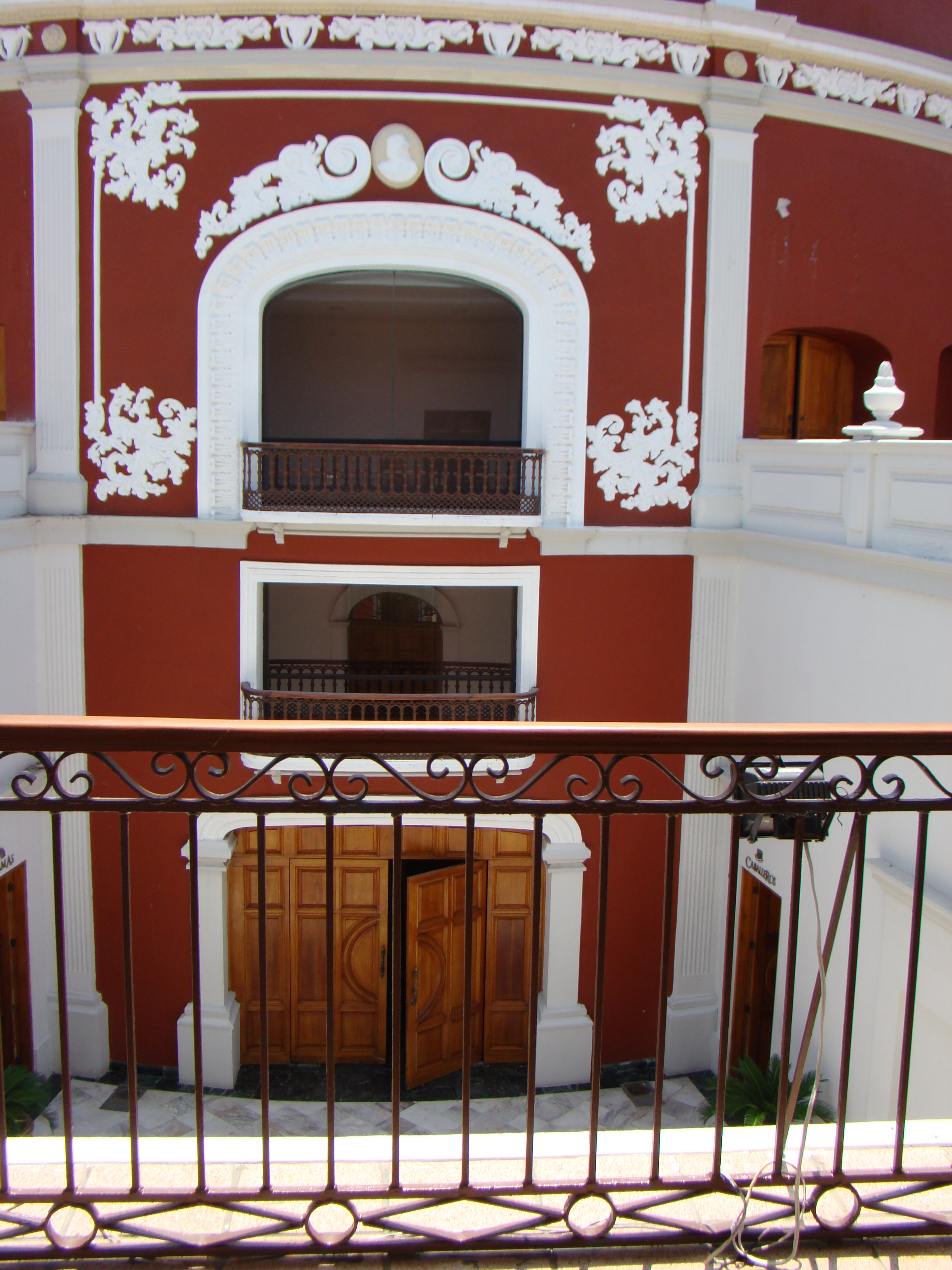
Facciata del Teatro Ángela Peralta nel centro di Mazatlan

## Voce e repertorio
Un amante dell'opera e giornalista di Mazatlán, che osservò la Peralta recitare al Teatro Rubio il 22 agosto 1883, scrisse nel suo diario:
Il vasto repertorio di Ángela Peralta comprendeva: Leonora ne Il trovatore, Violetta in La traviata, Elvira in I puritani, Marie in La fille du régiment, Amina in La sonnambula, Adina in L'elisir d'amore e i ruoli principali in Aida, Dinorah, Linda di Chamounix, Maria di Rohan, Lucia di Lammermoor, e Norma. Ha anche creato i ruoli femminili più importanti in tre opere di compositori messicani: Ildegonda (1866) e Gino Corsini (1877) di Melesio Morales, e Guatimotzin (1871) di Aniceto Ortega del Villar.